# Skjolden, Vestland
Skjolden är en ort i Lusters kommun i Vestland fylke i västra Norge. Orten ligger där fylkesväg 55 möter fylkesväg 5637 och fylkesväg 5639, längst inne vid Lustrafjorden.